# Kisselmec (Turócszentmártoni járás)
Kisselmec (szlovákul Turčianska Štiavnička) község Szlovákiában, a Zsolnai kerületben, a Turócszentmártoni járásban.

## Fekvése
Turócszentmártontól 7 km-re keletre fekszik.

## Története
1474-ben „Sczewnicza” alakban említik először. Nevét szénsavas forrásairól kapta. A szklabinyai uradalomhoz tartozott. 1527-től a Révay család birtokolta, akik rövidesen kastélyt építettek a faluban. Itt volt a család birtokainak központja. Később az Újhelyi család is birtokkal rendelkezett a falu területén. 1618-ban 27 portája adózott. 1715-ben 20 házzal szerepel a dézsmajegyzékben. 1784-ben 95 házában 676 lakos élt.
A 18. század végén Vályi András így ír róla: „STIAVNICSKA. Tót falu Túrócz Várm., földes Ura Révay Uraság; lakosai többnyire evangelikusok, fekszik Szutsánhoz nem meszsze, mellynek filiája; határja meglehetős.”
1828-ban 96 háza volt 660 lakossal. Lakói mezőgazdasággal, erdei munkákkal és háziiparral foglalkoztak.
Fényes Elek 1851-ben kiadott geográfiai szótárában így ír a faluról: „Styavnicska, tót falu, Thurócz vgyében, a rosenbergi országutban, 80 kath., 560 evang., 14 zsidó lak. Van benne két kastély, őrlő- és fűrész-malmok a Szklabina patakján. Földje jó, erdeje szép. F. u. a Révay csal. s mások. Ut. p. Radnó.”
A trianoni diktátumig Turóc vármegye Turócszentmártoni járásához tartozott.

## Népessége
| Év:            | 1994. | 2004.    | 2014.    | 2024.   |
| -------------- | ----- | -------- | -------- | ------- |
| Emberek száma: | 715   | 804      | 920      | 999     |
| Eltérés:       |       | +12,44 % | +14,42 % | +8,58 % |

| Év:            | 2023. | 2024.   |
| -------------- | ----- | ------- |
| Emberek száma: | 981   | 999     |
| Eltérés:       |       | +1,83 % |

1910-ben 744-en lakták, ebből 665 szlovák, 52 magyar, 18 német és 9 más anyanyelvű volt.
2001-ben 741 lakosából 734 szlovák volt.
2011-ben 869 lakosából 842 szlovák volt.

## Neves személyek
- Itt született Révay Antal (1718-1783) teológiai doktor, nyitrai püspök.

## Nevezetességei

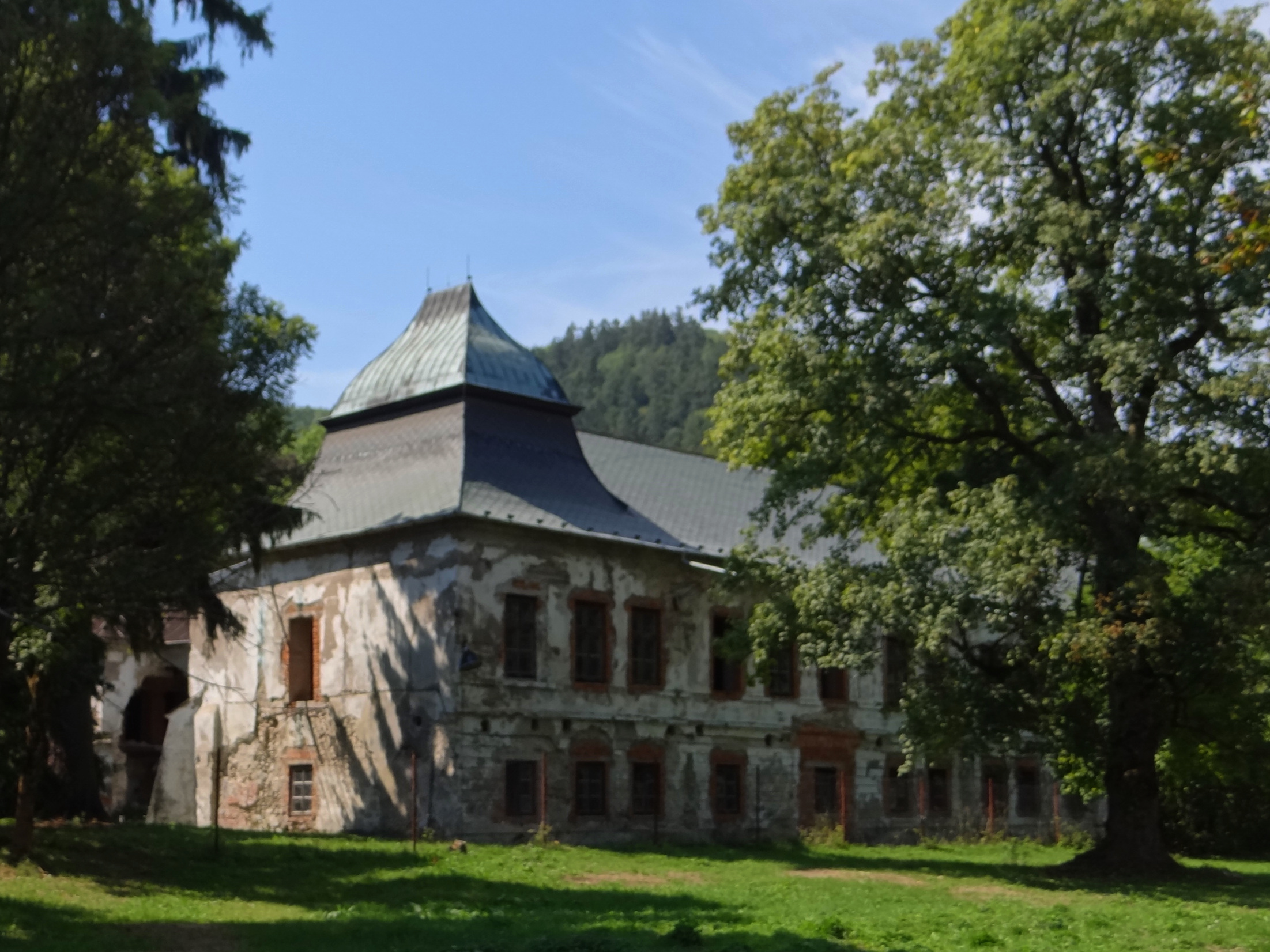
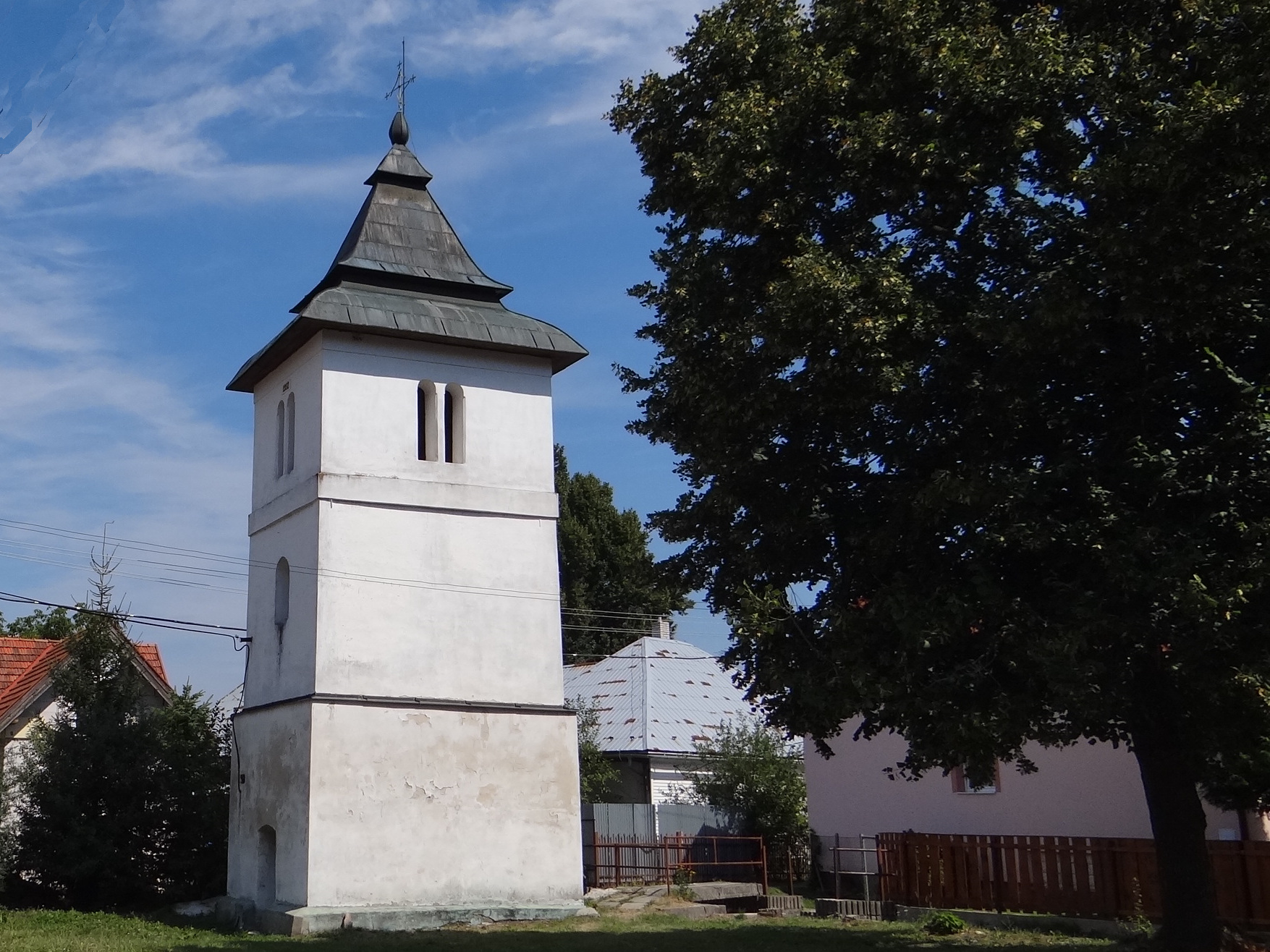

A Révay család reneszánsz stílusú kastélyát a 16. század második felében kezdték építeni. A kastélyhoz kiterjedt park és arborétum tartozik. A közelében ásványvízforrás van. A falu temetőjében található a Révay család temetkezési kápolnája.

## Külső hivatkozások
- Hivatalos honlap
- Községinfó
- A község Szlovákia térképén
- Tourist-channel.sk
- A község a Turóci régió honlapján
- A kisselmeci ásványvízforrások
- E-obce.sk Archiválva 2008. szeptember 20-i dátummal a Wayback Machine-ben